# Cerro de Pasco
Cerro de Pasco (Villa de Pasco) − miasto w środkowym Peru, w Andach Północnych, na wysokości ponad 4 tysięcy metrów. Stolica regionu Pasco i ważny ośrodek górniczy.
W mieście rozwinął się przemysł chemiczny oraz hutniczy. Centrum miasta zajmuje kopalnia odkrywkowa "Raul Rojas", której rozrost decyduje o kształcie Cerro de Pasco. Wydobywa się ołów, cynk, miedź, srebro, złoto. W górnictwie pracuje większość mieszkańców. Ich liczba jest trudna do oszacowania i przyjmuje się, iż miasto zamieszkane jest przez ok. 72 tysięcy osób.
W Cerro de Pasco zaczyna się linia kolejowa do Limy biegnąca przez La Oroya, wybudowana przez Ernesta Malinowskiego.